# Salamon József (tanfelügyelő)
Salamon József (Csurgó, 1840. július 22. – Pécs, 1908. február 14.) királyi tanfelügyelő és királyi tanácsos.

## Élete
Középiskoláit szülőhelyén végezte, mely után ugyanott két évig gyakornokoskodott. Ezután Pécsre ment a püspöki tanítóképzőbe, ahol oklevelet nyert és 1860. októberben pécs-belvárosi tanítónak választották meg. Itt töltött tíz évi működés alatt tevékeny részt vett a pécsi tanítóegylet megalakításában, melynek több évig elnöke volt; megalapította az egyleti szakközlönyt, a Néptanodát. 1871 szeptemberében Nagy László tanfelügyelő maga mellé vette segéd-tanfelügyelőnek. 1876. július 24-én Baranya megye első tanfelügyelőjévé nevezték ki. A millennáris évben ülte meg tanfelügyelőségének negyedszázados évfordulóját; 1897-ben királyi tanácsosi címet nyert.
Szerkesztette a Néptanodát 1868. október 1-től 1873-ig Pécsett.